# Corinto (Minas Gerais)

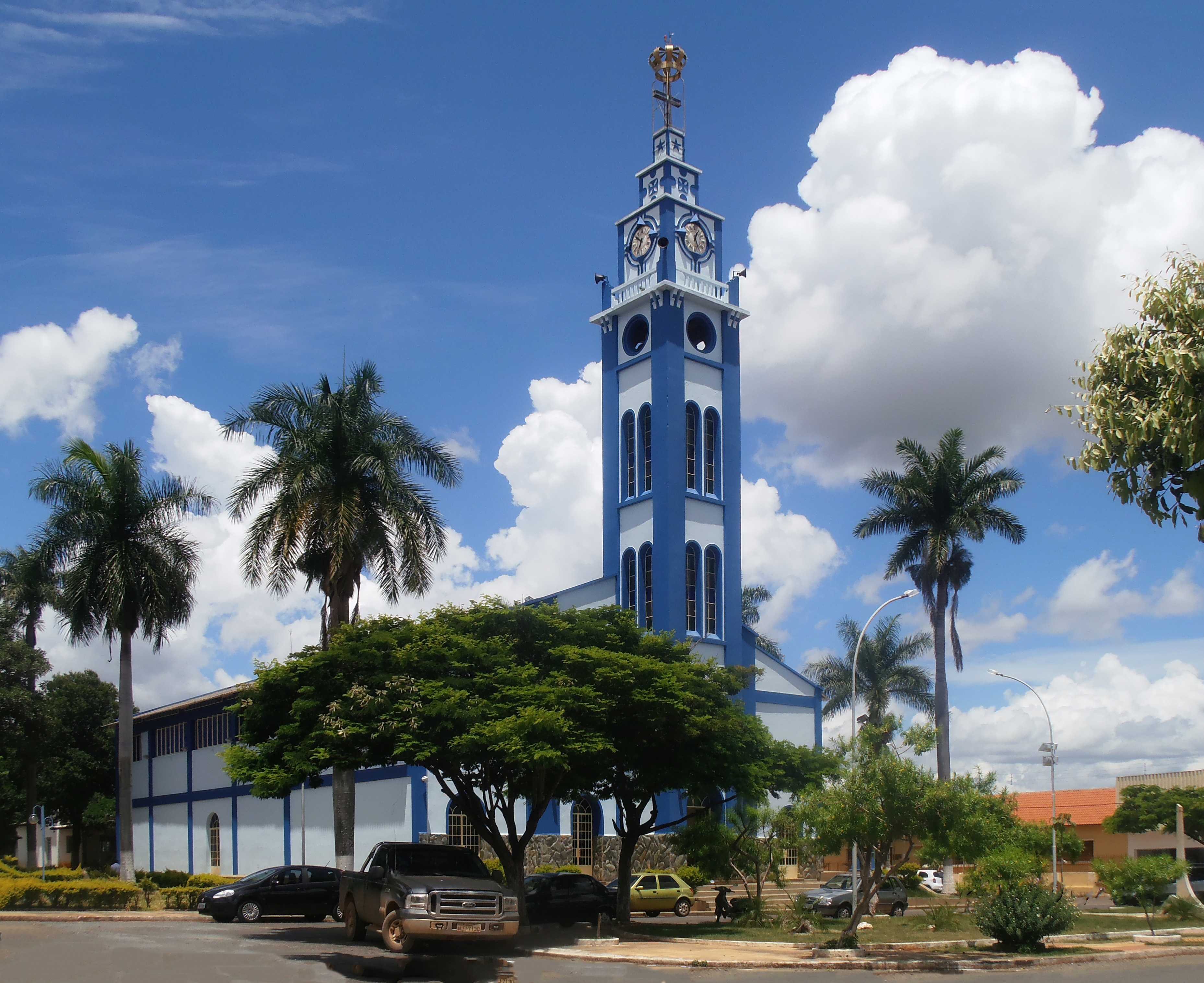
Corinto (Minas Gerais)

Corinto  est une municipalité brésilienne de l'État du Minas Gerais et la microrégion de Curvelo.